# Alpe di Montoia
L'Alpe di Montoia è situata ad un'altezza di 1633 m s.l.m. sul territorio di Indemini, frazione di Gambarogno (Canton Ticino).
L'Alpe è appena stata ristrutturata dal Patriziato di Indemini, che ne è proprietario, ed ora funge come caseificio che produce formagelle ed i cosiddetti Büscion.
Montoia è raggiungibile a piedi dai monti di Idacca.